# Antikonvulzivi
Antikonvulzivi, ponekad zvani i antiepilepticima, pripadaju raznolikoj skupini lijekova korištenih u sprječavanju epileptičkih napadaja. Koriste se i u liječenju kronične neuropatske boli. U zadnje vrijeme, antikonvulzanti pronalaze svoje mjesto u liječenju bipolarnog poremećaja, jer mogu djelovati kao stabilizatori raspoloženja. Cilj antikonvulziva jest suzbijanje brzog i pretjeranog paljenja neurona koji uzrokuju napadaje. Dobar antikonvulziv spriječit će time i napadaj kroz čitav mozak, pružajući zaštitu od mogućih egzitotoksičnih djelovanja koji mogu dovesti do oštećenja mozga.
- Barbiturati (fenobarbiton i metilfenobarbiton)
- Hidantoini (fenitoin)
- Karbamazepin
- Sukcinimidi (etosuksimid)
- Valproati (valpromid i natrijev valproat)
- Benzodiazepini (klonazepam)
- Noviji antiepileptici (lamotrigin, topiramat, gabapentin)